# هيلدا شيرمان
هيلدا شيرمان (بالألمانية: Hilde Sherman)‏ هي كاتِبة ألمانية، ولدت في 22 مارس 1923 في Wanlo ‏ في ألمانيا، وتوفيت في 11 مارس 2011 في القدس في إسرائيل.